# Llubí
Llubí település Spanyolországban, a Baleár-szigeteken. Llubí Muro, Maria de la Salut, Sineu, Inca és Sa Pobla községekkel határos. Lakosainak száma 2505 fő (2024).

## Népesség
A település népessége az elmúlt években az alábbi módon változott:
| Lakosok száma | 1931 | 1967 | 2042 | 2265 | 2299 | 2216 | 2157 | 2273 | 2385 | 2505 |
|               | 2001 | 2004 | 2006 | 2009 | 2011 | 2014 | 2016 | 2019 | 2021 | 2024 |